# Trakia, Stara Zagora
Trakia (în bulgară Тракия) este un sat în comuna Opan, regiunea Stara Zagora,  Bulgaria. 

## Demografie
Componența etnică a satului Trakia
     Bulgari (84,98%)
     Nicio identificare (15,01%)
     Altele (0%)
La recensământul din 2011, populația satului Trakia era de 293 locuitori. Din punct de vedere etnic, majoritatea locuitorilor (84,98%) erau bulgari. Pentru 15,01% din locuitori nu este cunoscută apartenența etnică.